# Anamnesi (filosofia)
L'anamnesi (in greco antico: ἀνάμνησις?) nella filosofia platonica è quel processo di reminiscenza che, stimolato dalla percezione degli oggetti sensibili, conduce l'uomo a riscoprire gradualmente nel proprio intelletto (attraverso la conoscenza intellettiva) quelle idee eterne che sono causa e origine del mondo fenomenico. 
La conoscenza sensibile, distinta dalla conoscenza intellettiva, può dunque offrire a quest'ultima lo spunto per avviare un tale processo.
La concezione dell'anamnesi, già presente nella visione orfico-pitagorica, è adottata da Platone per dimostrare nel Fedone la tesi dell'immortalità dell'anima e la formazione della conoscenza matematica e scientifica: noi non potremo mai avere una percezione empirica dei numeri, la cui conoscenza non dipende dai sensi, o delle forme geometriche, che nella loro perfezione non possiamo riscontrare nella realtà, ma potremo averla solo attraverso l'anamnesi che permette all'anima di scoprire in sé quelle verità che sono da sempre presenti in lei.
La reminiscenza o anamnesi è dunque un risveglio della memoria, il ridestarsi di un sapere già presente nella nostra anima, ma che era stato dimenticato al momento della nascita ed era perciò inconscio. Per Platone e i neoplatonici, conoscere significa dunque ricordare. La conoscenza non deriva dall'esperienza, sebbene questa svolga un ruolo importante e ineliminabile nel farsi "nunzio" dell'intelligibile: il ricordo avviene in forma immediata e intuitiva, per lampi improvvisi.
Platone descrive il concetto di anamnesi soprattutto nel Menone, nel Fedro ed in altri dialoghi. Nel Menone in particolare egli riferisce come Socrate riesca ad aiutare uno schiavo privo di cultura a comprendere il teorema di Pitagora. Platone vede in questo episodio la conferma della teoria dell'anamnesi: nonostante l'ignoranza in cui si trovava, lo schiavo può ritrovare da sé i passaggi logici di quel teorema perché evidentemente erano già presenti in forma latente nella sua mente, avendoli visti nel mondo Iperuranio delle idee prima di incarnarsi. È stato sufficiente quindi attivare il processo del ricordo tramite la maieutica, corrispettivo socratico della reminiscenza.